# La Quatrième Dimension : L'Ultime Voyage
Pour les articles homonymes, voir Quatrième dimension.
Pour plus de détails, voir Fiche technique et Distribution.
La Quatrième Dimension : L'Ultime Voyage (Twilight Zone: Rod Serling's Lost Classics) est un téléfilm américain réalisé par Robert Markowitz  et diffusé sur CBS à l'occasion de la soirée CBS Special Movie Presentation le 19 mai 1994.

## Synopsis
Deux histoires :
- Le cinéma : une jeune artiste, pour se détendre, va au cinéma qui programme un vieux film classique. Soudain à l'écran, elle se voit dans le film, ainsi que les récents faits marquants de son existence, la poussant aux limites de la folie...
- Où sont les morts : à la fin du siècle dernier, le Dr Ramsey cherche un moyen de vaincre la mort. L'arrivée d'un étrange patient l'amène sur une île où il cherche Weaton, un vieux savant qui aurait un sérum pouvant ramener les morts à la vie.

## Fiche technique
- Titre français : La Quatrième Dimension : L'Ultime Voyage
- Titre original : Twilight Zone: Rod Serling's Lost Classics
- Réalisation : Robert Markowitz
- Scénario : Richard Matheson
- Musique : Patrick Williams
- Photographie : Jacek Laskus
- Montage : David Beatty
- Distribution : Molly Lopata
- Création des décors : Christian Wagener
- Création des costumes : Judy B. Swartz
- Effets spéciaux de maquillage : Jim Beinke, Tony Gardner et Rick Pour
- Supervision de la production : Carol Serling
- Producteur : S. Bryan Hickox
- Producteurs exécutifs : Lawrence Horowitz et Michael O'Hara
- Producteurs associés : Robert F. Phillips et Joseph Plager
- Compagnie de production : O'Hara-Horowitz Productions
- Compagnie de distribution : World International Network
- Pays d'origine :  États-Unis
- Format : Couleurs – Image 1,33
- Genre : Fantastique
- Durée : 89 minutes
- Date de sortie : 
  -  États-Unis : 19 mai 1994

## Distribution
- James Earl Jones : l'homme qui raconte les histoires
- Amy Irving : la femme du cinéma
- Gary Cole : James le fiancé
- Patrick Bergin : Dr Ramsey
- Jack Palance : Dr Wheaton

## DVD
- Le téléfilm est sorti en DVD Keep Case le 1er avril 1999 chez Intégral Vidéo au ratio 1.33:1 plein écran en version française uniquement sans suppléments sur la production[1].